# Parafia Najświętszej Maryi Panny Królowej Polski w Bukowcu
Parafia Najświętszej Maryi Panny Królowej Polski w Bukowcu – rzymskokatolicka parafia w Bukowcu. Należy do dekanatu lubiewskiego diecezji pelplińskiej. Erygowana w 1945 roku.